# Synothele karara
Synothele karara là một loài nhện trong họ Barychelidae. Loài này phân bố ờ Tây Úc.